# Una mujer cualquiera
Una mujer cualquiera és una pel·lícula espanyola del 1949 dirigida per Rafael Gil, basada en l'obra de teatre homònima de Miguel Mihura. Fou protagonitza per l'actriu mexicana María Félix.

## Sinopsi
Nieves Blanco és una dona força atractiva que després de la mort del seu fill se separa del marit. Pretén tirar endavant per si mateixa, però precisament la seva bellesa li ho obstaculitza perquè tots els homes la veuen com un instrument de plaer, i la seva única sortida és "fer el carrer". Coneix llavors a Luis, que la ficarà en un gran embolic com a testimoni d'un assassinat, convertint la seva vida en una frenètica carrera d'obstacles.

## Repartiment
- María Félix - Nieves Blanco
- Antonio Vilar - Luis
- Mary Delgado - Isabel
- Juan Espantaleón – Comissari
- José Nieto - Veí
- Juan de Landa - Pare de Luis
- Manolo Morán - Taxista
- Eduardo Fajardo - Ricardo
- Fernando Fernández de Córdoba - Doctor
- Ángel de Andrés – Camioner
- Carolina Giménez - Rosa
- Ricardo Acero - Viatger tren
- Julia Caba Alba - Ofelia
- María Isbert - Passatgera tren
- Félix Fernández - Julio
- Rafael Bardem - Dissenyador de moda
- José Prada - Policia tren
- Manuel Requena - Sereno
- Manuel Aguilera – Ajudant comissari
- Luis Rivera
- Arturo Marín - Revisor tren
- Manuel San Román
- Francisco Bernal - Manuel
- Tomás Blanco - Marit de Nieves
- Manuel Guitián - Fidel
- Casimiro Hurtado - Mecánico
- Julia Lajos - Tía Pilar
- Santiago Rivero - Ramón
- Emilio Santiago - Recepcionista hotel

## Producció
El permís de rodatge va ser aprovat el 9 de novembre de 1948, concedint-li la Junta Superior d'Orientació Cinematogràfica a Suevia Films la classificació de «Primera A». La censura va obligar els productors a supirmir algunes escenes, sobretot aquelles que podien suggerir sexe o violència. Alguns censors que van acudir al cinema el 23 de març de 1950, van descobrir que la productora havia passat per alt les «recomanacions» imposades, exigint-se-li llavors a Cesáreo González les oportunes modificacions. També fou reprovat el guionista, Miguel Mihura, a qui ha s'havia obligat a canviar el títol inicial Una cualquiera a Una mujer cualquiera.

## Premis
La pel·lícula va aconseguir un premi econòmic de 300.000 ptes, als premis del Sindicat Nacional de l'Espectacle de 1949.